# 第46回都市対抗野球大会予選
第46回都市対抗野球大会予選は、第46回都市対抗野球大会本戦出場チームを決める試合の結果をまとめたものである。なお、1次予選でのコールドゲーム、延長戦のイニングについては記していない。

## 出場枠
- 推薦出場（前回大会優勝：大昭和製紙北海道）

- 地区代表（北海道2、東北2、北関東1、南関東2、東京3、川崎市1、横浜市1、山梨・静岡2、信越1、名古屋市1、東海北陸2、京都市1、大阪市2、神戸市1、東近畿1、西近畿2、中国2、四国2、九州2）

## 北海道地区
- 1回戦

王子製紙苫小牧　7－0　小樽野球協会
札幌トヨペット　4x－3　函館太洋倶楽部
札幌鉄道局　10－0（8回コールド）　航空自衛隊稚内
- 2回戦

日産サニー札幌　2x－1（延長13回）　電電北海道
北海道拓殖銀行　1－0　王子製紙苫小牧
札幌トヨペット　11－5　旭川鉄道局
新日鉄室蘭　7－5　札幌鉄道管理局
- 敗者復活1回戦

王子製紙苫小牧　6－0　旭川鉄道局
電電北海道　4－0　札幌鉄道管理局
- 敗者復活2回戦

電電北海道　2－1　王子製紙苫小牧
- 代表決定リーグ戦

新日鉄室蘭　2x－1　日産サニー札幌
電電北海道　8－4（延長11回）　札幌トヨペット
北海道拓殖銀行　10－0（8回コールド）　札幌トヨペット
電電北海道　6－3　日産サニー札幌
電電北海道　5－2　北海道拓殖銀行
新日鉄室蘭　6－2　札幌トヨペット
新日鉄室蘭　3－2　電電北海道
北海道拓殖銀行　2－0　日産サニー札幌
新日鉄室蘭　3－1　北海道拓殖銀行
（最終結果　1位：新日鉄室蘭（4勝）、2位：電電北海道（3勝1敗）、3位：北海道拓殖銀行（2勝2敗）、4位：日産サニー札幌、札幌トヨペット（3敗））
新日鉄室蘭が第1代表、電電北海道が第2代表に決定
新日鉄室蘭、電電北海道が本戦出場

## 東北地区

### 青森県1次予選
- 1回戦

きものセンター　4－3　自衛隊青森
八戸市水道部　4－0　三菱製紙八戸
- 敗者復活戦

三菱製紙八戸　4－0　自衛隊青森
- 準決勝（代表決定戦）

八戸市水道部　8－2　きものセンター
オール青森　5－4　三菱製紙八戸
- 決勝

八戸市水道部　3－0　オール青森
八戸市水道部、オール青森が東北2次予選に進出

### 岩手県1次予選
- 1回戦

新日鉄釜石　2－1　オール宮古
谷村新興　15－0　リアスクラブ
盛岡鉄道管理局　3－0　東京製綱
- 2回戦

JA岩手県経済連　1－0　新日鉄釜石
水沢駒形野球倶楽部　5－0　衣川クラブ
小野田セメント　3－1　アイワ
全久慈　9－1　釜石信金
谷村新興　5－0　オール不来方
一関三星　6－0　一戸桜陵クラブ
高田クラブ　1－0　オール釜石
盛岡鉄道管理局　7－0　イシドリヤ
- 3回戦

JA岩手県経済連　5－0　水沢駒形野球倶楽部
全久慈　2－1　小野田セメント
谷村新興　5－1　一関三星
盛岡鉄道管理局　7－0　高田クラブ
- 準決勝（代表決定戦）

JA岩手県経済連　1－0　全久慈
盛岡鉄道管理局　2－1　谷村新興
- 3位決定戦（代表決定戦）

谷村新興　5－0　全久慈
- 決勝

盛岡鉄道管理局　6－0　JA岩手県経済連
盛岡鉄道管理局、JA岩手県経済連、谷村新興が東北2次予選に進出（岩手銀行は1次予選免除）

### 秋田県1次予選
- 1回戦

秋田銀行　7－0　秋田経大校友クラブ
秋田相互銀行　5－0　東北肥料
- 準決勝（代表決定戦）

国鉄秋田　3－2　秋田銀行
秋田相互銀行　1－0　TDK
- 決勝

秋田相互銀行　5－2　国鉄秋田
秋田相互銀行、国鉄秋田が東北2次予選に進出

### 宮城県1次予選
- 1回戦

仙商クラブ　4－1　鳳山クラブ
亘理クラブ　11－6　日和クラブ
- 2回戦

青葉クラブ　7－0　古川テクニカル
仙台鉄道管理局　3－0　オノヤクラブ
仙商クラブ　7－0　石巻ハリケーン

- 準決勝（代表決定戦）

仙商クラブ　9－3　青葉クラブ
仙台鉄道管理局　10－0　亘理クラブ
- 決勝

仙台鉄道管理局　6－5　仙商クラブ
仙台鉄道管理局、仙商クラブが東北2次予選に進出（電電東北は1次予選免除）

### 山形県1次予選
- 1回戦

鶴岡ヤンガース　14－0　日大山形OB
山形相互銀行　10－1　鶴商OB
- 代表決定戦

山形相互銀行　10－4　鶴岡ヤンガース
山形相互銀行が東北2次予選に進出

### 福島県1次予選
- 1回戦

オール常交　10－2　保原クラブ
二本松クラブ　4－1　須賀川クラブ
川俣クラブ　2－1　原田クラブ
- 2回戦

オール常交　4－0　塙クラブ
ニュー相馬　8－0　飯塚病院クラブ
SGクラブ　4－3　ヨークベニマル
いわきクラブ　7－2　二本松クラブ
会津若松クラブ　3－1　双高OBクラブ
オール郡山　7－6　自衛隊福島
川俣クラブ　9－0　学石OBクラブ
福島クラブ　4－3　小名浜クラブ
- 3回戦

オール常交　6－1　ニュー相馬
いわきクラブ　8－1　SGクラブ
オール郡山　2－0　会津若松クラブ
川俣クラブ　3－2　福島クラブ
- 準決勝（代表決定戦）

いわきクラブ　1－0　オール常交
川俣クラブ　3－1　オール郡山
- 決勝

川俣クラブ　2－1　いわきクラブ
川俣クラブ、いわきクラブが東北2次予選に進出

### 東北2次予選
- 1回戦

JA岩手県経済連　4－2　川俣クラブ
秋田相互銀行　5－0　山形相互銀行
谷村新興　4－1　八戸市水道部
国鉄秋田　3－2　いわきクラブ
仙商クラブ　2－0　岩手銀行
盛岡鉄道管理局　11－4　仙台鉄道管理局
- 2回戦

電電東北　1－0　JA岩手県経済連
谷村新興　3－0　秋田相互銀行
国鉄秋田　2－0　仙商クラブ
盛岡鉄道管理局　10－0　オール青森
- 準決勝（代表決定戦）

谷村新興　2x－1（延長11回）　電電東北
盛岡鉄道管理局　4－3　国鉄秋田
- 決勝（第1代表決定戦）

盛岡鉄道管理局　5－0　谷村新興
盛岡鉄道管理局、谷村新興が本戦出場

## 北関東地区

### 茨城県1次予選
- 1回戦

東日本薬品　5－2　全水戸
マツダクラブ　6－4　水商クラブ
- 2回戦

住友金属鹿島　16－0　青竜クラブ
北茨城市役所　12－0　水戸金成クラブ
全東海　1－0　東日本薬品
水戸鉄道管理局　8－3　マツダクラブ
- 3回戦

北茨城市役所　8－0　住友金属鹿島
全東海　6－4　水戸鉄道管理局
- 代表決定リーグ戦

日立製作所　4－0　北茨城市役所?
北茨城市役所　2－1　全東海
日立製作所　6－0 北茨城市役所?
日立製作所、北茨城市役所が北関東2次予選に進出

### 栃木県1次予選
- 1回戦（代表決定戦）

全鹿沼　4－1　宇都宮大OB
全宇都宮　11－4　作新クラブ
- 準決勝

全足利クラブ　13－0　作新クラブ
全鹿沼　4－3　全宇都宮
- 決勝

全足利クラブ　14－1　全鹿沼
全足利クラブ、全鹿沼、作新クラブ、全宇都宮が北関東2次予選に進出

### 群馬県1次予選
- 代表決定リーグ戦

富士重工業　1－0　高崎鉄道管理局
伊勢崎レッドソックス　4－0　全前橋
富士重工業　11－1　全前橋
全前橋　1－0　高崎鉄道管理局
富士重工業　10－0　伊勢崎レッドソックス
高崎鉄道管理局　3－0　伊勢崎レッドソックス
富士重工業が第1代表に決定
- 第2代表決定リーグ戦

高崎鉄道管理局　5－4　伊勢崎レッドソックス
全前橋　7－1　高崎鉄道管理局
伊勢崎レッドソックス　1－0　全前橋
3チームが1勝1敗で並んだが、伊勢崎レッドソックスの棄権により残り2チームで代表決定戦を行う。
- 第2代表決定戦

高崎鉄道管理局　2－0　全前橋
富士重工業、高崎鉄道管理局が北関東2次予選に進出

### 北関東2次予選
- 1回戦

北茨城市役所　2－0　全足利クラブ
富士重工業　7－1　作新クラブ
高崎鉄道管理局　10－2　全鹿沼
日立製作所　7－1　全宇都宮
- 準決勝

富士重工業　12－0　北茨城市役所
日立製作所　3－0　高崎鉄道管理局
- 代表決定戦

富士重工業　3－1　日立製作所
富士重工業が本戦出場

## 南関東地区

### 神奈川県（横浜市、川崎市以外）1次予選
- 1回戦（代表決定戦）

キャタピラー三菱　8－1　元木組クラブ
日産自動車　11－1　相模原市役所
- 決勝

キャタピラー三菱　5－4　日産自動車
キャタピラー三菱、日産自動車は南関東2次予選に進出

### 東京多摩地区1次予選
- 代表決定リーグ戦

オールスリーボンド　1－0　全府中
東芝府中　8－1　オールスリーボンド
東芝府中　11－3　全府中
東芝府中、オールスリーボンドは南関東2次予選に進出

### 埼玉県1次予選
- 1回戦

エーザイ　8－6　全所沢
- 準決勝

本田技研　10－5　エーザイ
全浦和　6－3　日本通運
- 代表決定戦

本田技研　9－2　全浦和
- 敗者復活1回戦

全大宮　13－0　全所沢
日本通運　3－1　エーザイ
- 敗者復活2回戦

日本通運　3－1　全大宮
- 第2代表決定戦

日本通運　3－1　全浦和
本田技研、日本通運が南関東2次予選に進出

### 千葉県1次予選
- 代表決定リーグ戦

川崎製鉄千葉　20－0　SLクラブ
電電関東　8－3　三井造船千葉
新日鉄君津　4－1　千葉鉄道局
電電関東　5－0　新日鉄君津
川崎製鉄千葉　7－2　千葉鉄道局
三井造船千葉　12－2　SLクラブ
三井造船千葉　7－2　千葉鉄道局
川崎製鉄千葉　10－0　新日鉄君津
電電関東　13－0　SLクラブ
新日鉄君津　11－0　SLクラブ
電電関東　7－1　千葉鉄道局
川崎製鉄千葉　1－0　三井造船千葉
電電関東　9－0　川崎製鉄千葉
新日鉄君津　6－5　三井造船千葉
千葉鉄道局　（棄権）　SLクラブ
電電関東、川崎製鉄千葉が南関東2次予選に進出

### 南関東2次予選
- 1回戦

日本通運　4－1（延長11回）　キャタピラー三菱
電電関東　5－1　オールスリーボンド
日産自動車　4－1　東芝府中
本田技研　11－1（7回コールド）　川崎製鉄千葉
- 準決勝

電電関東　7－5　日本通運
本田技研　3x－2（延長12回）　日産自動車
- 第1代表決定戦

電電関東　2－1（延長11回）　本田技研
- 敗者復活1回戦

キャタピラー三菱　11－0（7回コールド）　オールスリーボンド
東芝府中　7－3　川崎製鉄千葉
- 敗者復活2回戦

日産自動車　6－3　キャタピラー三菱
日本通運　2－0　東芝府中
- 敗者復活3回戦

日産自動車　3－0　日本通運
- 第2代表決定戦

本田技研　1－0　日産自動車
電電関東、本田技研が本戦出場

## 東京地区
- 1回戦

東京ガス　11－0（7回コールド）　高島屋東京
オール北斗　5－0　日立化成
リッカー　13－0（7回コールド）　朝日生命
鷺宮製作所　7－0　東京信用金庫
明治生命　9－6　チャイルド
東京鉄道管理局　3－1　日本アイ・ビー・エム
- 2回戦

東京ガス　9－0　オール北斗
電電東京　2x－1（延長10回）　リッカー
鷺宮製作所　9－2　明治生命
熊谷組　2－0　東京鉄道管理局
- 準決勝

東京ガス　2－1　電電東京
熊谷組　1x－0（延長10回）　鷺宮製作所
- 第1代表決定戦

東京ガス　8－3　熊谷組
- 敗者復活1回戦

リッカー　2－0　オール北斗
明治生命　4－2　東京鉄道管理局
- 敗者復活2回戦

鷺宮製作所　2－1　リッカー
電電東京　8－1　明治生命
- 敗者復活3回戦

電電東京　6－0　鷺宮製作所
- 第2代表決定戦

電電東京　2－0（延長10回）　熊谷組
- 第3代表決定戦

鷺宮製作所　2－1　熊谷組
東京ガス、電電東京、鷺宮製作所が本戦出場

## 川崎地区
- 代表決定リーグ戦

いすゞ自動車　2－1　三菱自動車川崎
日本鋼管　1－0　東芝
いすゞ自動車　4－1　東芝
日本鋼管　3－1　三菱自動車川崎
東芝　5－3　三菱自動車川崎
日本鋼管　7－5　いすゞ自動車
（最終結果　1位：日本鋼管（3勝）、2位：いすゞ自動車（2勝1敗）、3位：東芝（1勝2敗）、4位：三菱自動車川崎（3敗））
日本鋼管が本戦出場

## 横浜地区
- 1回戦

三菱重工横浜　5－0　日産サニー横浜
横浜日野自動車　2－0　横浜高島屋
- 2回戦

三菱重工横浜　4－2　横浜金港クラブ
横浜日野自動車　7－0　横浜市消防局
- 3回戦

横浜日野自動車　9－3　三菱重工横浜
- 代表決定戦

日本石油　8－5　横浜日野自動車
日本石油　5－1　横浜日野自動車
日本石油が本戦出場

## 山梨・静岡地区

### 1次予選
- クラブ1回戦

オール山梨市　3－1　日軽クラブ
山梨クラブ　4－3　東芝富士クラブ
- クラブ2回戦

オール沼津　17－1　桂クラブ
清水クラブ　6－0　オール櫛形
清水タイガース　5－1　オール山梨市
山梨クラブ　5－1　富士クラブ
- クラブ準決勝

山梨クラブ　4－3　清水タイガース
清水クラブ　8－1　オール沼津
- クラブ決勝

清水クラブ　4－3　山梨クラブ
- 会社1回戦（代表決定戦）

大昭和製紙　3－1　河合楽器
日本楽器　15－1　関東自動車
- 会社3位決定戦（代表決定戦）

河合楽器　5－0　関東自動車
- 会社決勝

日本楽器　5－4　大昭和製紙
- 第4代表決定戦

関東自動車　8－1　清水クラブ
関東自動車　3－2　清水クラブ
日本楽器、大昭和製紙、河合楽器、関東自動車が2次予選に進出

### 2次予選
- 代表決定リーグ戦

日本楽器　10－0　関東自動車
河合楽器　5－1　大昭和製紙
河合楽器　9－0　関東自動車
大昭和製紙　4－2（延長13回）　日本楽器
日本楽器　4－2　河合楽器
大昭和製紙　9－0　関東自動車
（最終結果　1位：日本楽器、河合楽器、大昭和製紙（2勝1敗）、4位：関東自動車（3敗））
3チームが2勝1敗で並んだため再リーグ戦を行う。
- 代表決定再リーグ戦

河合楽器　3－2　日本楽器
大昭和製紙　1－0　日本楽器
大昭和製紙　6－4　河合楽器
（最終結果　1位：大昭和製紙（2勝）、2位：河合楽器（1勝1敗）、3位：日本楽器（2敗））
大昭和製紙が第1代表、河合楽器が第2代表に決定
大昭和製紙、河合楽器が本戦出場

## 信越地区

### 新潟県1次予選
- 1回戦

オール新発田　12－1　十日町クラブ
長商クラブ　13－11　新潟コンマーシャル倶楽部
全飯豊　4－1　国鉄新潟
- 2回戦

新潟クラブ　9－4　平和クラブ
小千谷クラブ　13－11　オール新発田
長商クラブ　6－5　白根野球団
全飯豊　9－1　新津クラブ
- 準決勝

長商クラブ　11－9　小千谷クラブ
全飯豊　11－4　新潟クラブ
- 代表決定戦

長商クラブ　15－14　全飯豊
長商クラブが信越2次予選に進出

### 長野県1次予選
- 対抗戦

三協精機　4－2　電電信越
三協精機　6－3　電電信越
両チームとも信越2次予選に進出

### 富山県1次予選
- 代表決定戦（3回戦制）

電電富山　4－3　北陸銀行
北陸銀行　3－2　電電富山
電電富山　5－4　北陸銀行
電電富山が信越2次予選に進出

### 信越2次予選
- 代表決定リーグ戦

電電富山　5－0　長商クラブ
三協精機　7－0　電電信越
三協精機　5x－3（延長12回）　電電富山
電電信越　13－2（7回コールド）　長商クラブ
三協精機　7－0　長商クラブ
電電信越　6－3　電電富山
（最終結果　1位：三協精機（3勝）、2位：電電信越（2勝1敗）、3位：電電富山（1勝2敗）、4位：長商クラブ（3敗））
三協精機が本戦出場

## 名古屋地区
- 1回戦

愛知トヨタ　7－2　国鉄名古屋
電電東海　4－2　東邦ガス
名古屋日産　6－1　日通名古屋
- 2回戦

名古屋日産　6－0　愛知トヨタ
電電東海　6－0　三菱名古屋
- 3回戦

電電東海　8－1　名古屋日産
- 敗者復活1回戦

東邦ガス　7－0（7回コールド）　国鉄名古屋
- 敗者復活2回戦

日通名古屋　5－0　東邦ガス
三菱名古屋　15－4（7回コールド）　愛知トヨタ
- 敗者復活3回戦

三菱名古屋　2－0　日通名古屋
- 敗者復活4回戦

三菱名古屋　5－0　名古屋日産
- 代表決定戦（敗者復活チームは2勝が必要）

三菱名古屋　7－0　電電東海
電電東海　7－0　三菱名古屋
電電東海が本戦出場

## 東海北陸地区
- 1回戦

新日鉄名古屋　3－1　サンジルシ醸造
本田技研鈴鹿　2－1　東海理化
- 2回戦

西川物産　3－0　丹羽鉦電機
電電北陸　1－0　王子製紙春日井
西濃運輸　6x－5　新日鉄名古屋
トヨタ自動車　5－2　本田技研鈴鹿
- 3回戦

西濃運輸　5－3（延長15回）　西川物産
トヨタ自動車　2－2（日没引き分け再試合）　電電北陸
トヨタ自動車　1－0　電電北陸
- 第1代表決定戦

西濃運輸　3－0　トヨタ自動車
- 敗者復活1回戦

東海理化　1x－0（延長13回）　丹羽鉦電機
サンジルシ醸造　4x－3（延長11回）　王子製紙春日井
- 敗者復活2回戦

新日鉄名古屋　3－0　東海理化
サンジルシ醸造　3－0　本田技研鈴鹿
- 敗者復活3回戦

西川物産　4－3　電電北陸
新日鉄名古屋　8－0（7回コールド）　サンジルシ醸造
- 敗者復活4回戦

新日鉄名古屋　5－1　西川物産
- 第2代表決定戦

新日鉄名古屋　1x－0（延長11回）　トヨタ自動車
西濃運輸、新日鉄名古屋が本戦出場

## 京都市地区
- 1回戦

京都信用金庫　7－0（7回コールド）　山田静
- 2回戦

京都市役所　8－1（7回コールド）　丸勝
ユニチカ　5－0　高島屋京都
スワロン　9－0（7回コールド）　北桑クラブ
京都信用金庫　2x－1（延長11回）　第一紙行
- 3回戦

京都信用金庫　3－2　京都市役所
ユニチカ　2－1（延長15回）　スワロン
- 敗者復活1回戦

丸勝　7－1　山田静
- 敗者復活2回戦

第一紙行　10－0（5回コールド）　北桑クラブ
高島屋京都　3－0　丸勝
- 敗者復活3回戦

京都市役所　2－1　第一紙行
スワロン　1－0　高島屋京都
- 4回戦

三菱自動車京都　5－0　京都信用金庫
日本新薬　3x－2（延長10回）　ユニチカ
辻和　2－0　スワロン
大丸　14－1（7回コールド）　京都市役所
- 代表決定リーグ戦

日本新薬　1－0　三菱自動車京都
大丸　4x－3（延長11回）　辻和
大丸　7－2　三菱自動車京都
日本新薬　4－0　辻和
三菱自動車京都　8－2　辻和
大丸　2－0　日本新薬
（最終結果　1位：大丸（3勝）、2位：日本新薬（2勝1敗）、3位：三菱自動車京都（1勝2敗）、4位：辻和（3敗））
大丸が本戦出場

## 大阪市地区
- 1回戦

デュプロ　8－0　大阪ペーシェンスクラブ
大阪高島屋　4－1　全三和銀行
電電近畿　11－0　住友銀行
- 2回戦

日本生命　6－2　デュプロ
電電近畿　6－0　大阪高島屋
- 第1代表決定戦

日本生命　1x－0（延長13回）　電電近畿
- 敗者復活1回戦

全三和銀行　2x－1（延長11回）　大阪ペーシェンスクラブ
- 敗者復活2回戦

全三和銀行　4－3　住友銀行
大阪高島屋　1－0　デュプロ
- 敗者復活3回戦

大阪高島屋　3x－2　全三和銀行
- 第2代表決定戦

電電近畿　3－0　大阪高島屋
日本生命、電電近畿が本戦出場

## 神戸地区
- 1回戦

小西酒造　2－1　川崎製鉄神戸
- 2回戦

神戸製鋼　2x－1　小西酒造
三菱重工神戸　3－1　川崎重工
- 3回戦

三菱重工神戸　1－0　神戸製鋼
- 敗者復活1回戦

川崎製鉄神戸　8－3　川崎重工
- 敗者復活2回戦

小西酒造　6－3　川崎製鉄神戸
- 敗者復活3回戦

神戸製鋼　1－0（延長11回）　小西酒造
- 代表決定戦（敗者復活チームは2勝が必要）

神戸製鋼　6－2　三菱重工神戸
三菱重工神戸　4x－2　神戸製鋼
三菱重工神戸が本戦出場

## 東近畿地区
- 1回戦

松下電器　16－2（7回コールド）　日立造船所
新日鉄堺　6－4　東レ
- 2回戦

松下電器　6－0　新日鉄堺
- 敗者復活1回戦

東レ　9－0　日立造船所
- 敗者復活2回戦

東レ　2－1　新日鉄堺
- 代表決定戦

松下電器　2－0　東レ
松下電器が本戦出場

## 西近畿地区
- 1回戦

鐘淵化学　8－1　石川島播磨重工業
住友金属　4x－3（延長12回）　新日鉄広畑
- 第1代表決定戦

住友金属　4－3　鐘淵化学
- 敗者復活戦

新日鉄広畑　4－1　石川島播磨重工業
- 第2代表決定戦

鐘淵化学　1－0　新日鉄広畑
住友金属、鐘淵化学が本戦出場

## 中国地区

### 岡山県1次予選
- リーグ戦

三井造船玉野　5－2　三菱重工水島
川崎製鉄水島　3－1　三菱自動車水島
三井造船玉野　3－0　川崎製鉄水島
全チームが中国2次予選に進出

### 広島県1次予選
- 1回戦

三菱重工三原　11－1　広島マツダ
- 2回戦

日本鋼管福山　7－2　電電中国
山本鋼材　5－2　広島鉄道局
三菱重工広島　4－0　常石鉄工
三菱重工三原　6－2　東洋工業
- 準決勝

三菱重工三原　1－0　日本鋼管福山
三菱重工広島　11－2　山本鋼材
- 第1代表決定戦

三菱重工三原　1－0　三菱重工広島
- 敗者復活1回戦

広島鉄道局　8－2　広島マツダ
電電中国　3－0　常石鉄工
東洋工業　12－1　山本鋼材
- 敗者復活2回戦

日本鋼管福山　1－0　広島鉄道局
電電中国　1－0　東洋工業
- 第2,3代表決定リーグ戦

日本鋼管福山　3－1　三菱重工広島
電電中国　1－0　三菱重工広島
日本鋼管福山　3－0　電電中国
三菱重工三原、日本鋼管福山、電電中国が中国2次予選に進出

### 山口県1次予選
- 代表決定リーグ戦

東洋紡　13－2　田辺製薬
新日鉄光　1－0　オール周南
協和発酵　8－0　航空自衛隊防府
オール周南　5－3　航空自衛隊防府
東洋紡　2－1　新日鉄光
協和発酵　2－1　田辺製薬
協和発酵　1－0　新日鉄光
田辺製薬　5－0　航空自衛隊防府
東洋紡　8－0　オール周南
東洋紡　4－2　航空自衛隊防府
協和発酵　10－2　オール周南
新日鉄光　4－0　田辺製薬
- 第1代表決定戦

東洋紡　3－1　協和発酵
東洋紡、協和発酵が中国2次予選に進出

### 中国2次予選
- 1回戦

川崎製鉄水島　1－0　三菱重工三原
協和発酵　5－1　電電中国
日本鋼管福山　6－0　三井造船玉野
東洋紡　5－1　三菱自動車水島
- 2回戦

協和発酵　8－2　川崎製鉄水島
日本鋼管福山　1－0　東洋紡
- 第1代表決定戦

協和発酵　4x－3（延長10回）　日本鋼管福山
- 敗者復活1回戦

三菱重工三原　5－0　電電中国
三井造船玉野　3－2　三菱自動車水島
- 敗者復活2回戦

三菱重工三原　5－2　三井造船玉野
東洋紡　7－2　川崎製鉄水島
- 敗者復活3回戦

三菱重工三原　5－2　東洋紡
- 第2代表決定戦

日本鋼管福山　1－0　三菱重工三原
協和発酵、日本鋼管福山が本戦出場

## 四国地区
- 1回戦

電電四国　22－0　大林自動車
- 2回戦

ひめぎん　2－1　四国銀行
伊予銀行　1x－0　阿波銀行
電電四国　3－1　大倉工業
丸善石油　1－0　国鉄四国
- 3回戦

丸善石油　9－1（7回コールド）　ひめぎん
電電四国　3－0　伊予銀行
- 第1代表決定戦

丸善石油　8－3　電電四国
- 敗者復活1回戦

阿波銀行　6－0　大林自動車
- 敗者復活2回戦

大倉工業　5－4　阿波銀行
四国銀行　3－1　国鉄四国
- 敗者復活3回戦

ひめぎん　4－2　伊予銀行
大倉工業　4－2　四国銀行
- 敗者復活4回戦

大倉工業　3－1（延長10回）　ひめぎん
- 第2代表決定戦

電電四国　7－5（延長11回）　大倉工業
丸善石油、電電四国が本戦出場

## 九州地区

### 大分県1次予選
- リーグ戦

日鉱佐賀関　8－4　大分鉄道局
大分鉄道局　5－4　新日鉄大分
新日鉄大分　3－2　日鉱佐賀関
全チーム1勝1敗で並んだため、トーナメント戦を行う。
- 1回戦

日鉱佐賀関　4－3　新日鉄大分
- 決勝

日鉱佐賀関　1－0　大分鉄道局
全チームが九州2次予選に出場

### 熊本県1次予選
- 1回戦

熊本鉄道局　4－3　日立造船有明
九州産交　2－1　電電九州
- 決勝

九州産交　4－0　電電九州
全チームが九州2次予選に出場

### 九州2次予選
- 1回戦

九州産交　6－0　新日鉄大分
日立造船有明　3x－2（延長11回）　熊本鉄道局
新日鉄八幡　9－2（7回コールド）　全那覇
電電九州　1－0　日鉱佐賀関
- 2回戦

三菱重工長崎　5－2　日立造船所
九州産交　2－0　大分鉄道局
新日鉄八幡　7－0（7回コールド）　鹿児島鉄道管理局
電電九州　2－1　門司鉄道管理局
- 準決勝

三菱重工長崎　2－1　九州産交
電電九州　1－0　新日鉄八幡
- 第1代表決定戦

三菱重工長崎　1－0　電電九州
- 敗者復活戦

九州産交　2－1　新日鉄八幡
- 第2代表決定戦

電電九州　4－1　九州産交
三菱重工長崎、電電九州が本戦出場